# 三屈

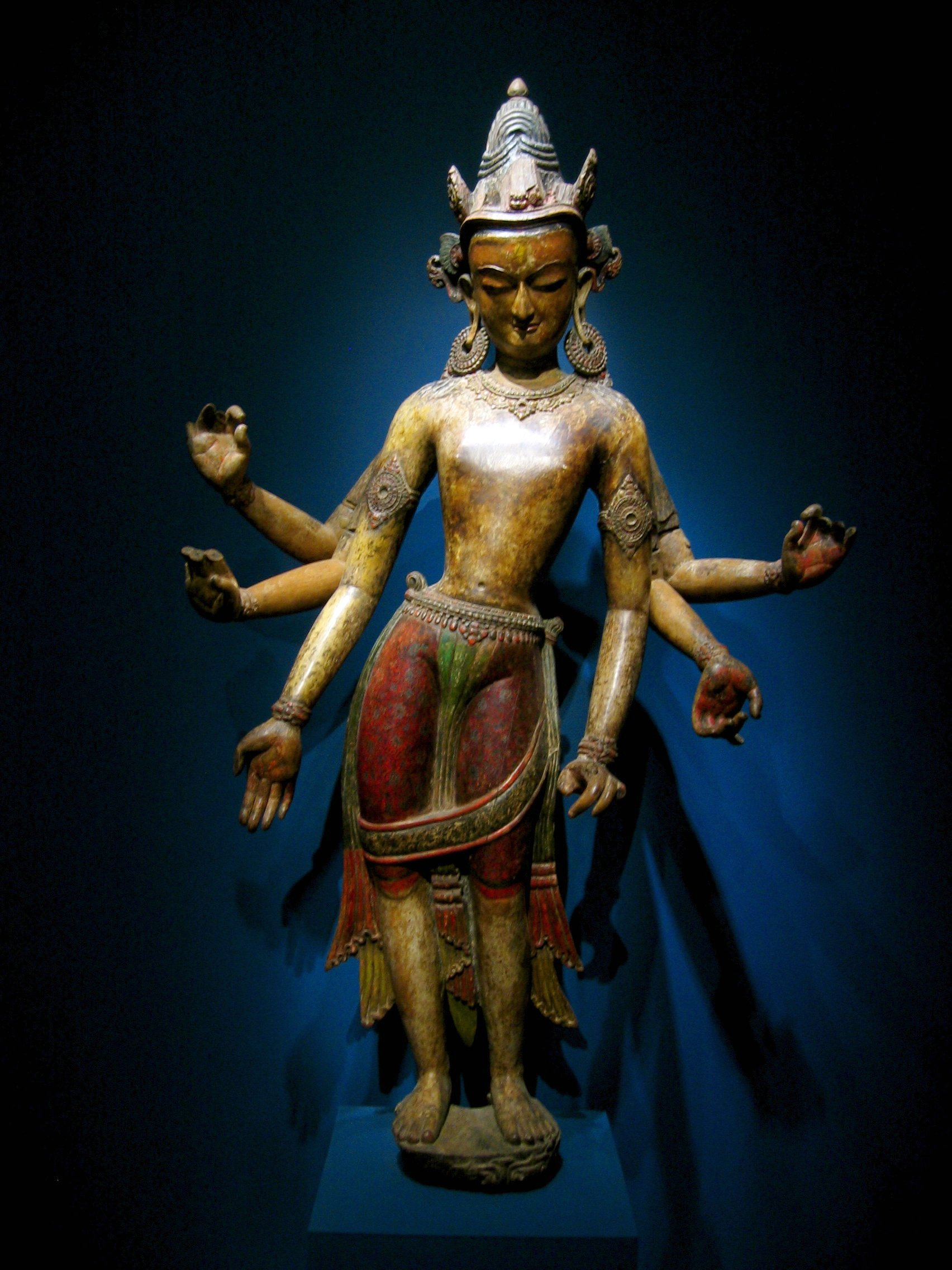
尼泊爾觀音像以三屈姿勢

三屈是人像的一種印度艺术作品及舞蹈中常用的姿勢。词意上是指身体三部分（颈，腰和膝盖）的弯曲，动作趋于“S”型。